# Saint George Basseterre
Saint George Basseterre ist eines der 14 Parishes der Inselgruppe St. Kitts und Nevis.
Es ist mit einer Landfläche von 28,6 km² das größte Parish auf der Insel Saint Kitts und das zweitgrößte direkt nach Saint James Windward auf der gesamten Inselgruppe. Saint George ist mit 13.652 Einwohnern (Stand: 2022), mehr als einem Viertel der Bevölkerung von St. Kitts und Nevis,  das mit Abstand am dichtesten besiedelte Gebiet der Insel. Basseterre ist zugleich Hauptstadt von St. George und von St. Kitts und Nevis.

## Sehenswürdigkeiten
- St. Barnabas Anglican Chapel